# Nisland
Nisland est une municipalité américaine située dans le comté de Butte, dans l'État du Dakota du Sud. Selon le recensement de 2010, elle compte 232 habitants. La municipalité s'étend sur 0,27 milles carrés (0,7 km2).
La localité doit son nom à Nis Sorenson, sur les terres duquel elle fut fondée en 1909 lors de l'arrivée du chemin de fer.

## Démographie
| 1920 | 1930 | 1940 | 1950 | 1960 | 1970 |
| ---- | ---- | ---- | ---- | ---- | ---- |
| 173  | 187  | 212  | 216  | 211  | 157  |

| 1980 | 1990 | 2000 | 2010 | - | - |
| ---- | ---- | ---- | ---- | - | - |
| 216  | 174  | 204  | 232  | - | - |